# Municipio de Rēzekne
El municipio de Rēzeknes (en Letón: Rēzeknes novads) es uno de los 36 municipios de Letonia, se encuentra localizado en el este de dicho país báltico. Fue creado durante el año 2009 después de una reorganización territorial. La ciudad capital es la ciudad de Rēzekne, que no está incluida en la municipalidad.

## Ciudades y zonas rurales
- Audriņu pagasts (zona rural)
- Bērzgales pagasts (zona rural)
- Čornajas pagasts (zona rural)
- Dricānu pagasts (zona rural)
- Feimaņu pagasts (zona rural)
- Gaigalavas pagasts (zona rural)
- Griškānu pagasts (zona rural)
- Ilzeskalna pagasts (zona rural)
- Kantinieku pagasts (zona rural)
- Kaunatas pagasts (zona rural)
- Lendžu pagasts (zona rural)
- Lūznavas pagasts (zona rural)
- Mākoņkalna pagasts (zona rural)
- Maltas pagasts (zona rural)
- Nagļu pagasts (zona rural)
- Nautrēnu pagasts (zona rural)
- Ozolaines pagasts (zona rural)
- Ozolmuižas pagasts (zona rural)
- Pušas pagasts (zona rural)
- Rikavas pagasts (zona rural)
- Sakstagala pagasts (zona rural)
- Silmalas pagasts (zona rural)
- Stoļerovas pagasts (zona rural)
- Stružānu pagasts (zona rural)
- Vērēmu pagasts (zona rural)

## Población y territorio
Su población se encuentra compuesta por un total de 32.130 personas (2009). La superficie de este municipio abarca una extensión de territorio de unos 2.524,1 kilómetros cuadrados. La densidad poblacional es de 12,73 habitantes por cada kilómetro cuadrado.